# Tales from the White Hart
Tales from the White Hart este o colecție de povestiri științifico-fantastice scrise de Arthur C. Clarke și publicată în 1957 de Ballantine Books.
13 din cele 15 povestiri au apărut inițial în diferite alte publicații. "Moving Spirit" și "The Defenestration of Ermintrude Inch" au apărut prima dată în această colecție și au fost scrise special pentru aceasta. 

## Cuprins
- "Prefață"
- "Silence Please"
- "Big Game Hunt"
- "Patent Pending"
- "Armaments Race"
- "Critical Mass"
- "The Ultimate Melody"
- "The Pacifist"
- "The Next Tenants"
- "Moving Spirit"
- "The Man Who Ploughed the Sea"
- "The Reluctant Orchid"
- "Cold War"
- "What Goes Up"
- "Sleeping Beauty"
- "The Defenestration of Ermintrude Inch"

## Legături externe
- en  Istoria publicării lucrării Tales from the White Hart la Internet Speculative Fiction Database